# Antônio Leite Andrade
Antônio Leite Andrade (Goiânia, 30 de abril de 1947 — São Paulo, 11 de agosto de 2020) foi um político brasileiro. Ele foi suplente de senador (1999–2007) e senador (2005).

## Morte
Morreu em 11 de agosto de 2020, aos 73 anos. Ele veio a óbito em decorrência de problemas cardíacos, após dois meses internado na cidade de São Paulo.